# Romualdas Juknevičius
Romualdas Juknevičius, Romuald Juchniewicz (ur. 18 marca 1906 w Petersburgu, zm. 13 kwietnia 1963 w Wilnie) – litewski aktor i reżyser, poseł na Sejm Ludowy w 1940.

## Życiorys
W młodości uczył się w kowieńskiej szkole handlowej, w 1926 rozpoczął studia na Wydziale Humanistycznym Uniwersytetu Litewskiego, uczęszczał na seminaria teatralne Balysa Sruogi.
Od 1934 do 1936 przebywał w Moskwie, gdzie obserwował rozwój radzieckiego teatru.
Po 1940 przeprowadził się do Wilna, gdzie związał się z Teatrem Państwowym (do 1963). W latach 1946–1948 dyrektorował Żmudzkiemu Teatrowi Dramatycznemu.
W lipcu 1940 roku wybrano go posłem do Sejmu Ludowego Litwy, mandat pełnił do czerwca 1941. Z jego wspomnień wynika, że nikt nie pytał go o zgodę na kandydowanie, a o umieszczeniu jego nazwiska na liście kandydatów dowiedział się z afisza, na którym podano inny niż w rzeczywistości jego wiek i zawód.